# Världen är full av dårar
Världen är full av dårar är en CD-singel från 2004 av Knut Agnred från Galenskaparna och After Shave.

## Låtförteckning
1. Världen är full av dårar
2. Världen är full av dårar (instrumental)